# Copa Heineken 2009–10
A Copa Heineken 2009-10 foi a XV edição da Copa Europeia de Rugby. A final foi disputada no dia 22 de maio de 2010, no Stade de France, Paris, França. Na final o Stade Toulousain derrotou seu conterrâneo Biarritz, em uma final toda francesa. Foi o quarto título de Heineken Cup da história do time, que já havia vencido o torneio em 1995-96, 2002-03 e 2004-05.

## Equipes
| Grupo 1                                                             | Grupo 2                                                                         | Grupo 3                                                 | Grupo 4                                                        | Grupo 5                                                           | Grupo 6                                                     |
| ------------------------------------------------------------------- | ------------------------------------------------------------------------------- | ------------------------------------------------------- | -------------------------------------------------------------- | ----------------------------------------------------------------- | ----------------------------------------------------------- |
| - Benetton Treviso - Munster Rugby - Northampton Saints - Perpignan | - Biarritz Olympique - Glasgow Rugby - Gloucester Rugby - Newport Gwent Dragons | - Clermond - Leicester Tigers - Ospreys - Rugby Viadana | - Bath Rugby - Edinburgh Rugby - Stade Français - Ulster Rugby | - Cardiff Blues - Harlequin F.C. - Sale Sharks - Stade Toulousain | - Brive - Leinster Rugby - Llanelli Scarlets - London Irish |

## Fase de grupos
| Vencedores dos grupos, e os dois melhores segundos colocados, avançam para quartas de final. |

### Grupo 1
| 10 de Outubro de 2009 | Benetton Treviso | 9 - 8 | Perpignan | Stadio Comunale di Monigo |  |
|                       |                  |       |           |                           |  |

| 10 de Outubro de 2009 | Northampton Saints | 31 - 27 | Munster Rugby | Franklin's Gardens |  |
|                       |                    |         |               |                    |  |

| 16 de Outubro de 2009 | Perpignan | 29 - 13 | Northampton Saints | Stade Aimé Giral |  |
|                       |           |         |                    |                  |  |

| 17 de Outubro de 2009 | Munster Rugby | 41 - 10 | Benetton Treviso | Thomond Park |  |
|                       |               |         |                  |              |  |

| 11 de Dezembro de 2009 | Munster Rugby | 24 - 23 | Perpignan | Thomond Park |  |
|                        |               |         |           |              |  |

| 12 de Dezembro de 2009 | Northampton Saints | 30 - 18 | Benetton Treviso | Franklin's Gardens |  |
|                        |                    |         |                  |                    |  |

| 19 de Dezembro de 2009 | Benetton Treviso | 18 - 21 | Northampton Saints | Stadio Comunale di Monigo |  |
|                        |                  |         |                    |                           |  |

| 20 de Dezembro de 2009 | Perpignan | 14 - 37 | Munster Rugby | Stade Aimé Giral |  |
|                        |           |         |               |                  |  |

| 16 de Janeiro de 2010 | Benetton Treviso | 7 - 44 | Munster Rugby | Stadio Comunale di Monigo |  |
|                       |                  |        |               |                           |  |

| 17 de Janeiro de 2010 | Northampton Saints | 34 - 0 | Perpignan | Franklin's Gardens |  |
|                       |                    |        |           |                    |  |

| 22 de Janeiro de 2010 | Munster Rugby | 12 - 9 | Northampton Saints | Thomond Park |  |
|                       |               |        |                    |              |  |

| 22 de Janeiro de 2010 | Perpignan | 34 - 6 | Benetton Treviso | Stade Aimé Giral |  |
|                       |           |        |                  |                  |  |

Classificação
| Time               | J | V | E | D | T+ | T- | T+/- | P+  | P-  | P+/- | 4+ | 7- | Pts |
| ------------------ | - | - | - | - | -- | -- | ---- | --- | --- | ---- | -- | -- | --- |
| Munster            | 6 | 5 | 0 | 1 | 19 | 10 | 9    | 185 | 94  | 91   | 3  | 1  | 24  |
| Northampton Saints | 6 | 4 | 0 | 2 | 16 | 8  | 8    | 138 | 104 | 34   | 2  | 1  | 19  |
| Perpignan          | 6 | 2 | 0 | 4 | 12 | 10 | 2    | 108 | 123 | −15  | 1  | 2  | 11  |
| Benetton Treviso   | 6 | 1 | 0 | 5 | 7  | 26 | −19  | 68  | 178 | −110 | 0  | 1  | 5   |

### Grupo 2
| 9 de Outubro de 2009 | Gloucester Rugby | 19 - 17 | Newport Gwent Dragons | Kingsholm |  |
|                      |                  |         |                       |           |  |

| 10 de Outubro de 2009 | Glasgow Rugby | 18 - 22 | Biarritz Olympique | Firhill Arena |  |
|                       |               |         |                    |               |  |

| 16 de Outubro de 2009 | Newport Gwent Dragons | 22 - 14 | Glasgow Rugby | Rodney Parade |  |
|                       |                       |         |               |               |  |

| 17 de Outubro de 2009 | Biarritz Olympique | 42 - 15 | Gloucester Rugby | Parc des Sports Aguilera |  |
|                       |                    |         |                  |                          |  |

| 11 de Dezembro de 2009 | Glasgow Rugby | 33 - 11 | Gloucester Rugby | Firhill Arena |  |
|                        |               |         |                  |               |  |

| 13 de Dezembro de 2009 | Biarritz Olympique | 49 - 13 | Newport Gwent Dragons | Parc des Sports Aguilera |  |
|                        |                    |         |                       |                          |  |

| 19 de Dezembro de 2009 | Newport Gwent Dragons | 8 - 26 | Biarritz Olympique | Parc y Scarlets |  |
|                        |                       |        |                    |                 |  |

| 20 de Dezembro de 2009 | Gloucester Rugby | 19 - 6 | Glasgow Rugby | Kingsholm |  |
|                        |                  |        |               |           |  |

| 15 de Janeiro de 2010 | Glasgow Rugby | 29 - 25 | Newport Gwent Dragons | Firhill Arena |  |
|                       |               |         |                       |               |  |

| 16 de Janeiro de 2010 | Gloucester Rugby | 23 - 8 | Biarritz Olympique | Kingsholm |  |
|                       |                  |        |                    |           |  |

| 24 de Janeiro de 2010 | Newport Gwent Dragons | 23 - 32 | Gloucester Rugby | Rodney Parade |  |
|                       |                       |         |                  |               |  |

| 24 de Janeiro de 2010 | Biarritz Olympique | 41 - 20 | Glasgow Rugby | Parc des Sports Aguilera |  |
|                       |                    |         |               |                          |  |

Classificação
| Time                  | J | V | E | D | T+ | T- | T+/- | P+  | P-  | P+/- | 4+ | 7- | Pts |
| --------------------- | - | - | - | - | -- | -- | ---- | --- | --- | ---- | -- | -- | --- |
| Biarritz Olympique    | 6 | 5 | 0 | 1 | 19 | 8  | 11   | 188 | 97  | 91   | 3  | 0  | 23  |
| Gloucester Rugby      | 6 | 4 | 0 | 2 | 12 | 12 | 0    | 119 | 129 | −10  | 1  | 0  | 17  |
| Glasgow Rugby         | 6 | 2 | 0 | 4 | 9  | 14 | −5   | 120 | 140 | −20  | 0  | 1  | 9   |
| Newport Gwent Dragons | 6 | 1 | 0 | 5 | 12 | 18 | −6   | 108 | 169 | −61  | 0  | 2  | 6   |

### Grupo 3
| 10 de Outubro de 2009 | Clermond | 36 - 18 | Rugby Viadana | Stade Marcel Michelin |  |
|                       |          |         |               |                       |  |

| 11 de Outubro de 2009 | Leicester Tigers | 32 - 32 | Ospreys | Welford Road |  |
|                       |                  |         |         |              |  |

| 17 de Outubro de 2009 | Rugby Viadana | 11 - 46 | Leicester Tigers | Stadio Luigi Zaffanella |  |
|                       |               |         |                  |                         |  |

| 18 de Outubro de 2009 | Ospreys | 25 - 24 | Clermond | Liberty Stadium |  |
|                       |         |         |          |                 |  |

| 12 de Dezembro de 2009 | Rugby Viadana | 7 - 62 | Ospreys | Stadio Il Giglio |  |
|                        |               |        |         |                  |  |

| 13 de Dezembro de 2009 | Clermond | 40 - 30 | Leicester Tigers | Stade Marcel Michelin |  |
|                        |          |         |                  |                       |  |

| 19 de Dezembro de 2009 | Ospreys | 45 - 19 | Rugby Viadana | Liberty Stadium |  |
|                        |         |         |               |                 |  |

| 19 de Dezembro de 2009 | Leicester Tigers | 20 - 15 | Clermond | Welford Road |  |
|                        |                  |         |          |              |  |

| 16 de Janeiro de 2010 | Leicester Tigers | 47 - 8 | Rugby Viadana | Welford Road |  |
|                       |                  |        |               |              |  |

| 16 de Janeiro de 2010 | Clermond | 27 - 7 | Ospreys | Stade Marcel Michelin |  |
|                       |          |        |         |                       |  |

| 23 de Janeiro de 2010 | Ospreys | 17 - 12 | Leicester Tigers | Liberty Stadium |  |
|                       |         |         |                  |                 |  |

| 23 de Janeiro de 2010 | Rugby Viadana | 20 - 59 | Clermond | Stadio Luigi Zaffanella |  |
|                       |               |         |          |                         |  |

Classificação
| Time             | J | V | E | D | T+ | T- | T+/- | P+  | P-  | P+/- | 4+ | 7- | Pts |
| ---------------- | - | - | - | - | -- | -- | ---- | --- | --- | ---- | -- | -- | --- |
| Clermond         | 6 | 4 | 0 | 2 | 24 | 11 | 13   | 201 | 120 | 81   | 3  | 2  | 21  |
| Ospreys          | 6 | 4 | 1 | 1 | 21 | 11 | 10   | 188 | 121 | 67   | 2  | 0  | 20  |
| Leicester Tigers | 6 | 3 | 1 | 2 | 23 | 10 | 13   | 187 | 123 | 64   | 3  | 1  | 18  |
| Rugby Viadana    | 6 | 0 | 0 | 6 | 6  | 42 | −36  | 83  | 295 | −212 | 0  | 0  | 0   |

### Grupo 4
| 9 de Outubro de 2009 | Ulster Rugby | 26 - 12 | Bath Rugby | Ravenhill |  |
|                      |              |         |            |           |  |

| 10 de Outubro de 2009 | Stade Français | 31 - 7 | Edinburgh Rugby | Stade Jean Bouin |  |
|                       |                |        |                 |                  |  |

| 17 de Outubro de 2009 | Edinburgh Rugby | 17 - 13 | Ulster Rugby | Murrayfield |  |
|                       |                 |         |              |             |  |

| 18 de Outubro de 2009 | Bath Rugby | 27 - 29 | Stade Français | The Recreation Ground |  |
|                       |            |         |                |                       |  |

| 12 de Dezembro de 2009 | Ulster Rugby | 23 - 13 | Stade Français | Ravenhill |  |
|                        |              |         |                |           |  |

| 13 de Dezembro de 2009 | Bath Rugby | 16 - 9 | Edinburgh Rugby | The Recreation Ground |  |
|                        |            |        |                 |                       |  |

| 19 de Dezembro de 2009 | Edinburgh Rugby | 9- 6 | Bath Rugby | Murrayfield |  |
|                        |                 |      |            |             |  |

| 20 de Dezembro de 2009 | Stade Français | 29 - 16 | Ulster Rugby | Stade Jean Bouin |  |
|                        |                |         |              |                  |  |

| 15 de Janeiro de 2010 | Ulster Rugby | 21 - 13 | Edinburgh Rugby | Ravenhill |  |
|                       |              |         |                 |           |  |

| 16 de Janeiro de 2010 | Stade Français | 15 - 13 | Bath Rugby | Stade Jean Bouin |  |
|                       |                |         |            |                  |  |

| 23 de Janeiro de 2010 | Bath Rugby | 10 - 28 | Ulster Rugby | The Recreation Ground |  |
|                       |            |         |              |                       |  |

| 23 de Janeiro de 2010 | Edinburgh Rugby | 9 - 7 | Stade Français | Murrayfield |  |
|                       |                 |       |                |             |  |

Classificação
| Time            | J | V | E | D | T+ | T- | T+/- | P+  | P-  | P+/- | 4+ | 7- | Pts |
| --------------- | - | - | - | - | -- | -- | ---- | --- | --- | ---- | -- | -- | --- |
| Stade Français  | 6 | 4 | 0 | 2 | 11 | 7  | 4    | 124 | 95  | 29   | 1  | 1  | 18  |
| Ulster Rugby    | 6 | 4 | 0 | 2 | 11 | 6  | 5    | 127 | 94  | 33   | 0  | 1  | 17  |
| Edinburgh Rugby | 6 | 3 | 0 | 3 | 3  | 10 | −7   | 64  | 94  | −30  | 0  | 1  | 13  |
| Bath Rugby      | 6 | 1 | 0 | 5 | 6  | 8  | −2   | 84  | 116 | −32  | 0  | 3  | 7   |

### Grupo 5
| 10 de Outubro de 2009 | Cardiff Blues | 20 - 6 | Harlequin F.C. | Cardiff City Stadium |  |
|                       |               |        |                |                      |  |

| 11 de Outubro de 2009 | Stade Toulousain | 36 - 17 | Sale Sharks | Stade Municipal |  |
|                       |                  |         |             |                 |  |

| 16 de Outubro de 2009 | Sale Sharks | 27 - 26 | Cardiff Blues | Edgeley Park |  |
|                       |             |         |               |              |  |

| 17 de Outubro de 2009 | Harlequin F.C. | 19 - 23 | Stade Toulousain | The Twickenham Stoop |  |
|                       |                |         |                  |                      |  |

| 12 de Dezembro de 2009 | Cardiff Blues | 15 . 9 | Stade Toulousain | Cardiff City Stadium |  |
|                        |               |        |                  |                      |  |

| 13 de Dezembro de 2009 | Harlequin F.C. | 19 - 29 | Sale Sharks | The Twickenham Stoop |  |
|                        |                |         |             |                      |  |

| 19 de Dezembro de 2009 | Stade Toulousain | 23 - 7 | Cardiff Blues | Stade Municipal |  |
|                        |                  |        |               |                 |  |

| 20 de Dezembro de 2009 | Sale Sharks | 21 - 17 | Harlequin F.C. | Edgeley Park |  |
|                        |             |         |                |              |  |

| 16 de Janeiro de 2010 | Cardiff Blues | 36 - 19 | Sale Sharks | Cardiff City Stadium |  |
|                       |               |         |             |                      |  |

| 17 de Janeiro de 2010 | Stade Toulousain | 33 - 21 | Harlequin F.C. | Stade Ernest Wallon |  |
|                       |                  |         |                |                     |  |

| 24 de Janeiro de 2010 | Harlequin F.C. | 20 - 45 | Cardiff Blues | The Twickenham Stoop |  |
|                       |                |         |               |                      |  |

| 24 de Janeiro de 2010 | Sale Sharks | 13 - 19 | Stade Toulousain | Edgeley Park |  |
|                       |             |         |                  |              |  |

Classificação
| Time             | J | V | E | D | T+ | T- | T+/- | P+  | P-  | P+/- | 4+ | 7- | Pts |
| ---------------- | - | - | - | - | -- | -- | ---- | --- | --- | ---- | -- | -- | --- |
| Stade Toulousain | 6 | 5 | 0 | 1 | 13 | 9  | 4    | 143 | 92  | 51   | 2  | 1  | 23  |
| Cardiff Blues    | 6 | 4 | 0 | 2 | 14 | 10 | 4    | 149 | 104 | 45   | 1  | 1  | 18  |
| Sale Sharks      | 6 | 3 | 0 | 3 | 15 | 16 | −1   | 126 | 153 | −27  | 1  | 1  | 14  |
| Harlequin F.C.   | 6 | 0 | 0 | 6 | 13 | 20 | −7   | 102 | 171 | −69  | 0  | 2  | 2   |

### Grupo 6
| 9 de Outubro de 2009 | Leinster Rugby | 9 - 12 | London Irish | RDS Arena |  |
|                      |                |        |              |           |  |

| 10 de Outubro de 2009 | Llanelli Scarlets | 24 - 12 | Brive | Parc y Scarlets |  |
|                       |                   |         |       |                 |  |

| 17 de Outubro de 2009 | London Irish | 25 - 27 | Llanelli Scarlets | Madejski Stadium |  |
|                       |              |         |                   |                  |  |

| 17 de Outubro de 2009 | Brive | 13 - 36 | Leinster Rugby | Stadium Municipal, Brive |  |
|                       |       |         |                |                          |  |

| 12 de Dezembro de 2009 | Llanelli Scarlets | 7 - 32 | Leinster Rugby | Parc y Scarlets |  |
|                        |                   |        |                |                 |  |

| 12 de Dezembro de 2009 | Brive | 3 - 36 | London Irish | Stadium Municipal, Brive |  |
|                        |       |        |              |                          |  |

| 19 de Dezembro de 2009 | London Irish | 34 - 13 | Brive | Madejski Stadium |  |
|                        |              |         |       |                  |  |

| 19 de Dezembro de 2009 | Leinster Rugby | 39 - 7 | Llanelli Scarlets | RDS Arena |  |
|                        |                |        |                   |           |  |

| 16 de Janeiro de 2010 | Leinster Rugby | 27 - 10 | Brive | RDS Arena |  |
|                       |                |         |       |           |  |

| 17 de Janeiro de 2010 | Llanelli Scarlets | 31 - 22 | London Irish | Parc y Scarlets |  |
|                       |                   |         |              |                 |  |

| 23 de Janeiro de 2010 | London Irish | 11 - 11 | Leinster Rugby | Twickenham Stadium |  |
|                       |              |         |                |                    |  |

| 23 de Janeiro de 2010 | Brive | 17 - 20 | Llanelli Scarlets | Stadium Municipal, Brive |  |
|                       |       |         |                   |                          |  |

Classificação
| Time              | J | V | E | D | T+ | T- | T+/- | P+  | P-  | P+/- | 4+ | 7- | Pts |
| ----------------- | - | - | - | - | -- | -- | ---- | --- | --- | ---- | -- | -- | --- |
| Leinster Rugby    | 6 | 4 | 1 | 1 | 19 | 6  | 13   | 154 | 60  | 94   | 3  | 1  | 22  |
| Llanelli Scarlets | 6 | 4 | 0 | 2 | 12 | 20 | −8   | 116 | 147 | −31  | 1  | 0  | 17  |
| London Irish      | 6 | 3 | 1 | 2 | 16 | 8  | 8    | 140 | 94  | 46   | 2  | 1  | 17  |
| Brive             | 6 | 0 | 0 | 6 | 7  | 20 | −13  | 68  | 177 | −109 | 0  | 1  | 1   |

### Atribuição de lugares
| Vaga | Vencedores         | Pts | T+ | P+/- |
| ---- | ------------------ | --- | -- | ---- |
| 1    | Munster Rugby      | 24  | 19 | +91  |
| 2    | Biarritz Olympique | 23  | 19 | +91  |
| 3    | Stade Toulousain   | 23  | 14 | +51  |
| 4    | Leinster Rugby     | 22  | 19 | +94  |
| 5    | Clermond           | 21  | 24 | +81  |
| 6    | Stade Français     | 18  | 11 | +29  |
| Vaga | Segundos           | Pts | T+ | P+/- |
| 7    | Ospreys            | 20  | 17 | +67  |
| 8    | Northampton Saints | 19  | 16 | +34  |
| -    | Cardiff Blues      | 18  | 14 | +45  |
| -    | Gloucester Rugby   | 17  | 12 | −10  |
| -    | Llanelli Scarlets  | 17  | 12 | −29  |
| –    | Ulster Rugby       | 17  | 11 | +33  |

## Fase Final
|  | Quartas de final                      | Quartas de final                    |                                      |    | Semifinais | Semifinais |  |  | Final | Final |
|  |                                       |                                     |                                      |    |            |            |  |  |       |       |
|  | 10 de Abril de 2010 - Thomond Park    |                                     |                                      |    |            |            |  |  |       |       |
|  |                                       |                                     |                                      |    |            |            |  |  |       |       |
|  | Munster Rugby                         | 33                                  |                                      |    |            |            |  |  |       |       |
|  | Munster Rugby                         | 33                                  | 2 de Maio de 2010 - Estadio Anoeta   |    |            |            |  |  |       |       |
|  | Northampton Saints                    | 19                                  |                                      |    |            |            |  |  |       |       |
|  | Northampton Saints                    | 19                                  | Munster Rugby                        | 7  |            |            |  |  |       |       |
|  | 10 de Abril de 2010 - Estadio Anoeta  |                                     | Munster Rugby                        | 7  |            |            |  |  |       |       |
|  |                                       | Biarritz Olympique                  | 18                                   |    |            |            |  |  |       |       |
|  | Biarritz Olympique                    | Biarritz Olympique                  | 18                                   | 29 |            |            |  |  |       |       |
|  | Biarritz Olympique                    |                                     | 22 de Maio de 2010 - Stade de France | 29 |            |            |  |  |       |       |
|  | Ospreys                               | 28                                  |                                      |    |            |            |  |  |       |       |
|  | Ospreys                               | 28                                  | Biarritz Olympique                   | 19 |            |            |  |  |       |       |
|  | 11 de Abril de 2010 - Stade Municipal |                                     | Biarritz Olympique                   | 19 |            |            |  |  |       |       |
|  |                                       | Stade Toulousain                    | 21                                   |    |            |            |  |  |       |       |
|  | Stade Toulousain                      | Stade Toulousain                    | 21                                   | 42 |            |            |  |  |       |       |
|  | Stade Toulousain                      | 1 de Maio de 2010 - Stade Municipal |                                      | 42 |            |            |  |  |       |       |
|  | Stade Français                        | 16                                  |                                      |    |            |            |  |  |       |       |
|  | Stade Français                        | 16                                  | Stade Toulousain                     | 26 |            |            |  |  |       |       |
|  | 9 de Abril de 2010 - RDS Arena        |                                     | Stade Toulousain                     | 26 |            |            |  |  |       |       |
|  |                                       | Leinster Rugby                      | 16                                   |    |            |            |  |  |       |       |
|  | Leinster Rugby                        | Leinster Rugby                      | 16                                   | 29 |            |            |  |  |       |       |
|  | Leinster Rugby                        |                                     |                                      | 29 |            |            |  |  |       |       |
|  | Clermond                              | 28                                  |                                      |    |            |            |  |  |       |       |
|  | Clermond                              | 28                                  |                                      |    |            |            |  |  |       |       |

### Quartas-de-final
| 9 de Abril de 2010 | Leinster Rugby | 29 - 28 | Clermond | RDS Arena |  |
|                    |                |         |          |           |  |

| 10 de Abril de 2010 | Biarritz Olympique | 29 - 28 | Ospreys | Estadio Anoeta |  |
|                     |                    |         |         |                |  |

| 10 de Abril de 2010 | Munster Rugby | 33 - 19 | Northampton Saints | Thomond Park |  |
|                     |               |         |                    |              |  |

| 11 de Abril de 2010 | Stade Toulousain | 42 - 16 | Stade Français | Stade Municipal, Toulouse |  |
|                     |                  |         |                |                           |  |

### Semi-finais
| 1 de Maio de 2010 | Stade Toulousain | 26 - 16 | Leinster Rugby | Stade Municipal, Toulouse |  |
|                   |                  |         |                |                           |  |

| 2 de Maio de 2010 | Biarritz Olympique | 18 - 7 | Munster Rugby | Estadio Anoeta |  |
|                   |                    |        |               |                |  |

## Final
| 22 de Maio de 2010                                                                              |         |                                                                                                 |                                                       |
| Biarritz Olympique                                                                              | 19 - 21 | Stade Toulousain                                                                                | Stade de France Público: 78,962 Árbitro: Wayne Barnes |
| Tries: Karmichael Hunt 73' Conv.: Valentin Courrent 73' Penais: Dimitri Yachvili 4' 15' 29' 48' | Report  | Penais: Florian Fritz 21' David Skrela 33' 36' 65' Drop: Florian Fritz 38' David Skrela 51' 58' | Stade de France Público: 78,962 Árbitro: Wayne Barnes |

## Campeão
| Copa Heineken 2009-10                 |
| ------------------------------------- |
| Stade Toulousain Toulouse (4º título) |